# 后魏登塔尔
后魏登塔尔，或纯音译作欣特魏登塔尔，是德国莱茵兰-普法尔茨州的一个市镇。总面积16.90平方公里，总人口1607人，其中男性799人，女性808人（2011年12月31日），人口密度95人/平方公里。

## 照片库

后魏登塔尔 - Hinterweidenthal
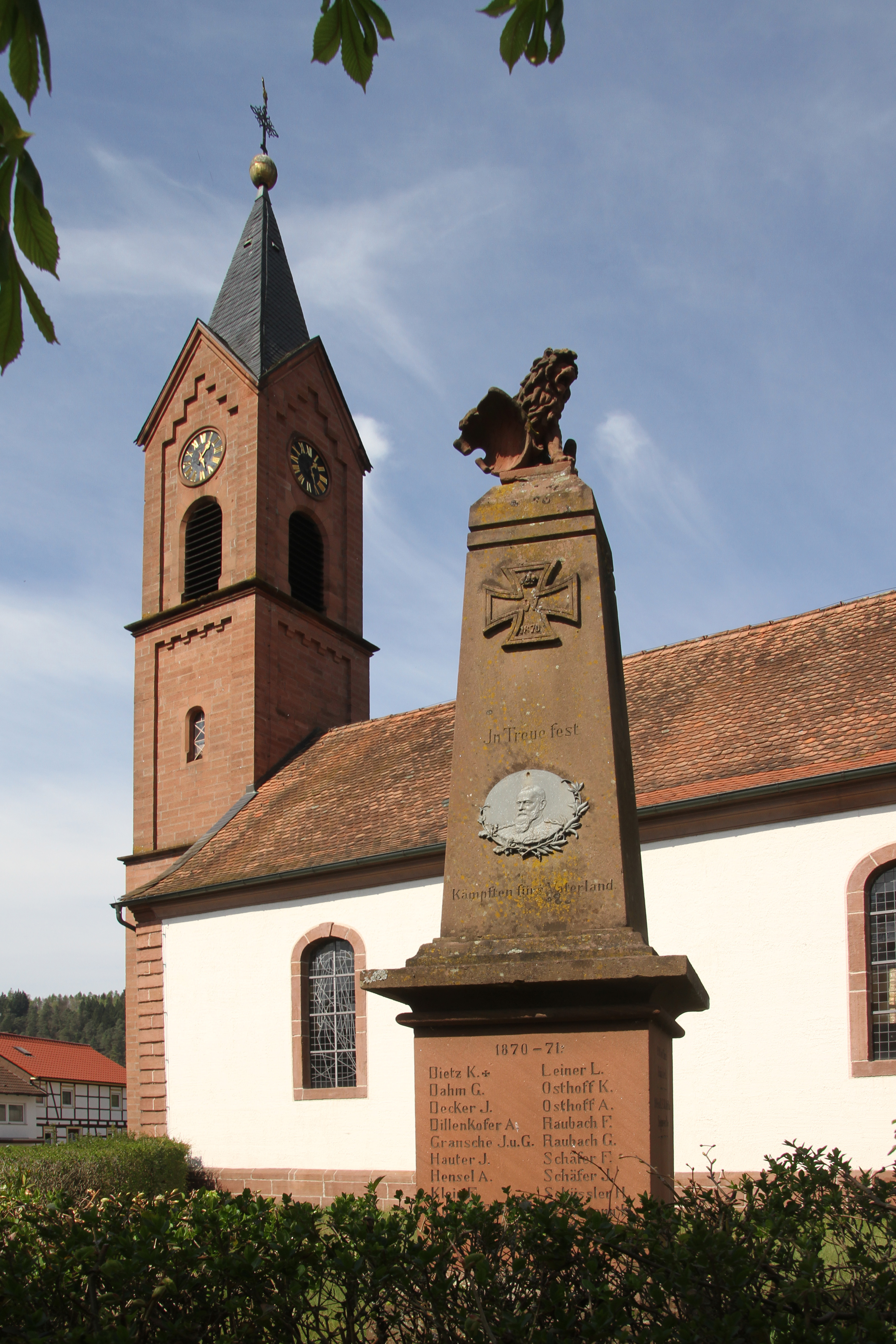
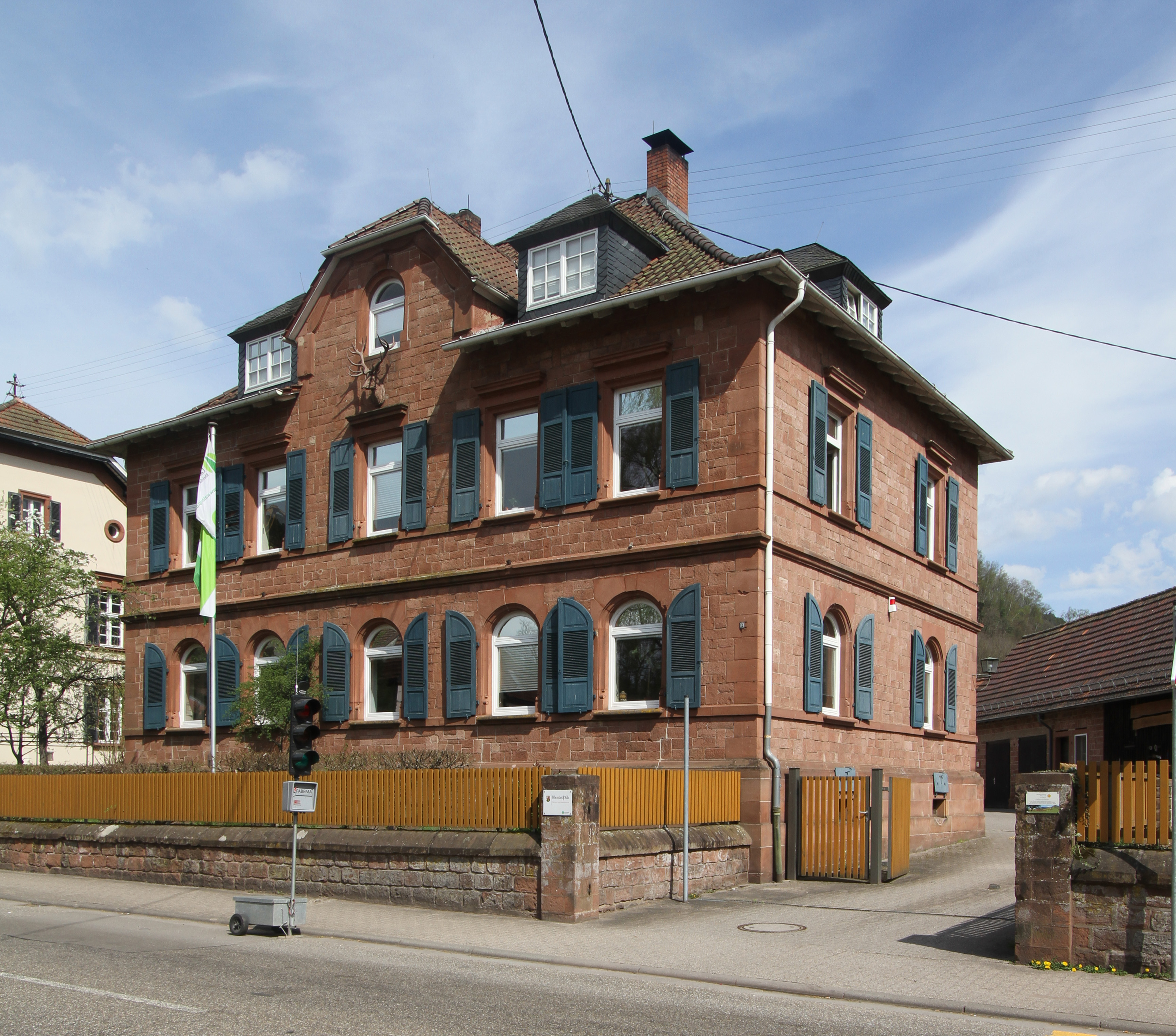
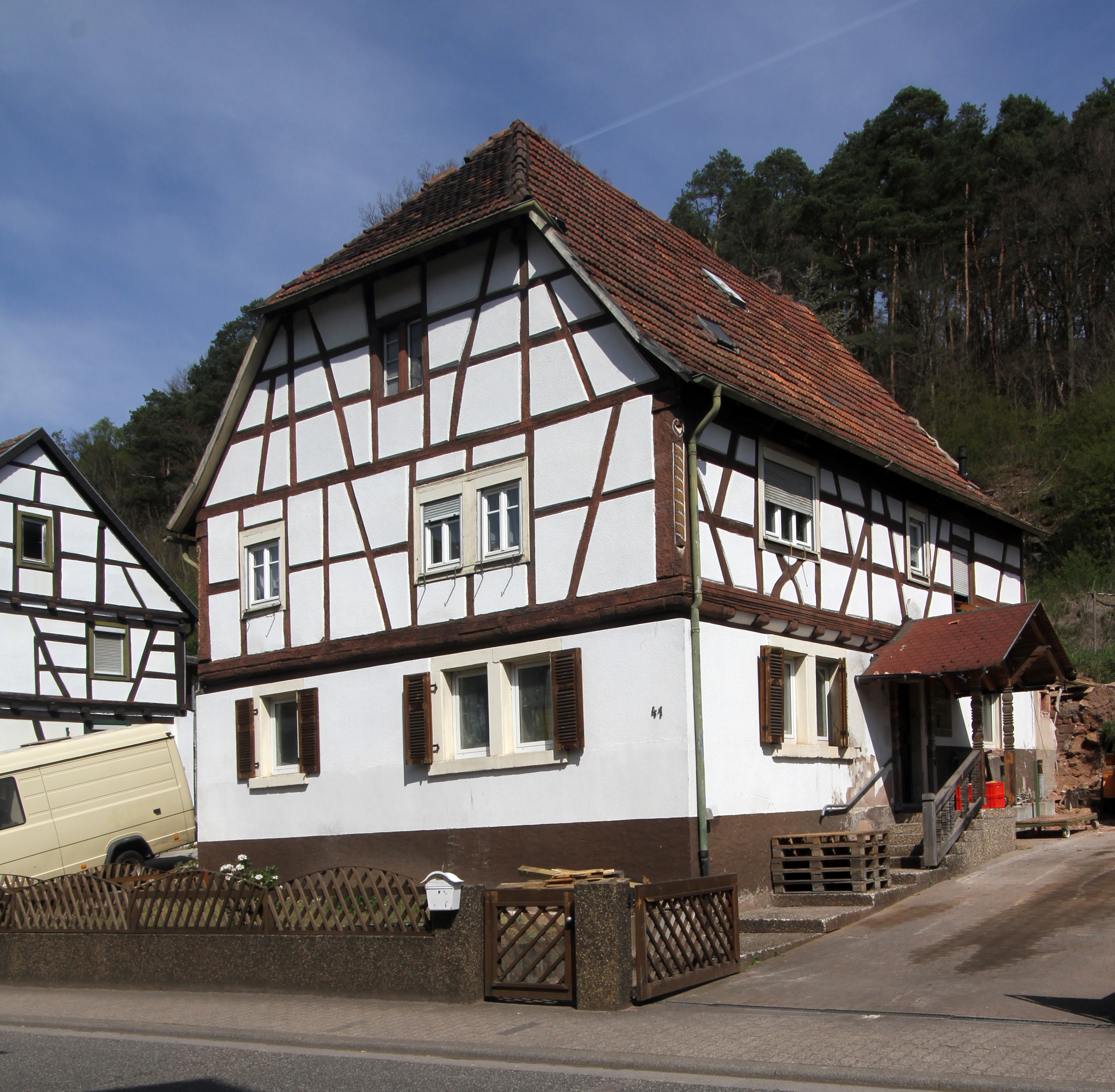
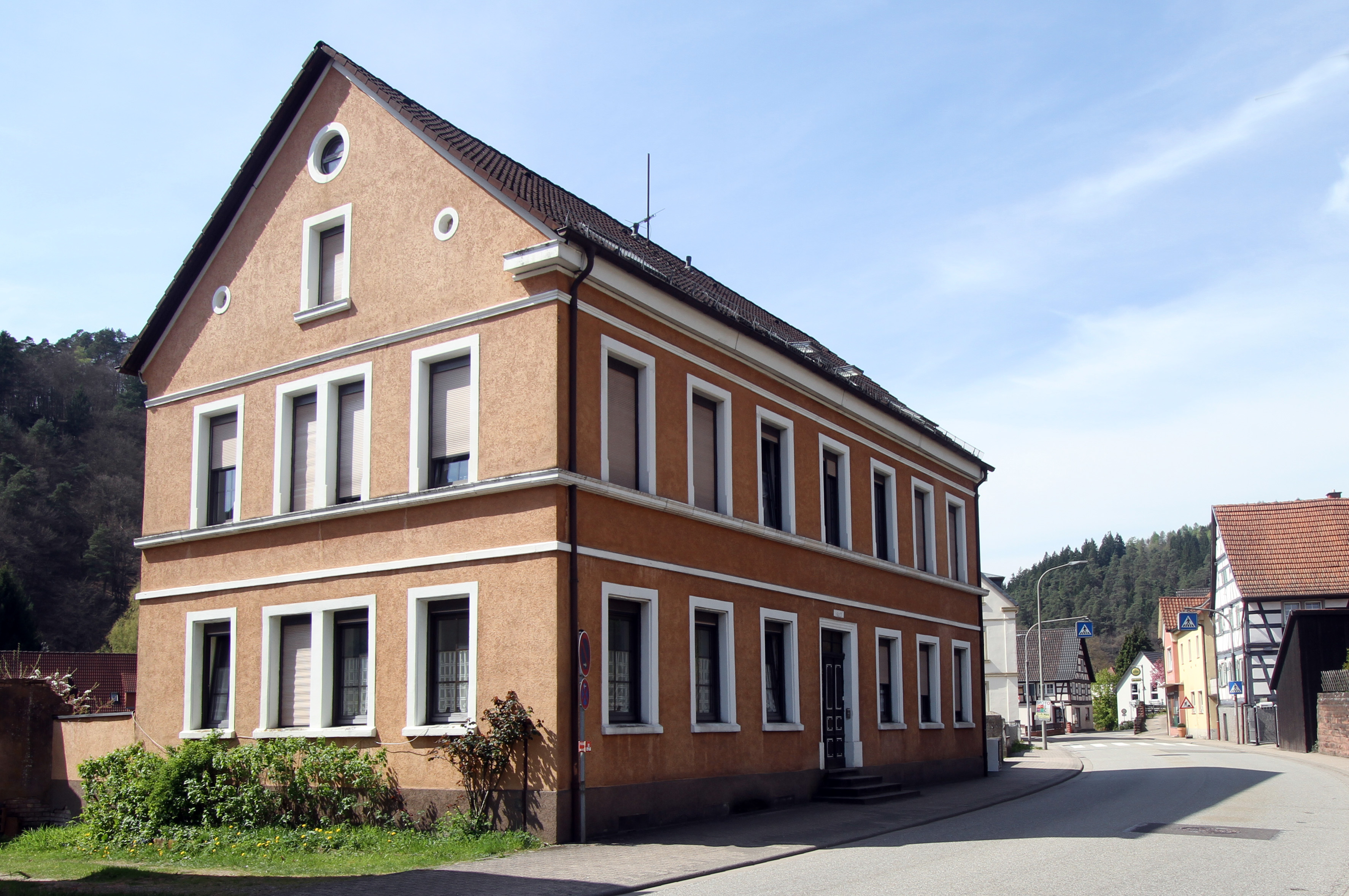
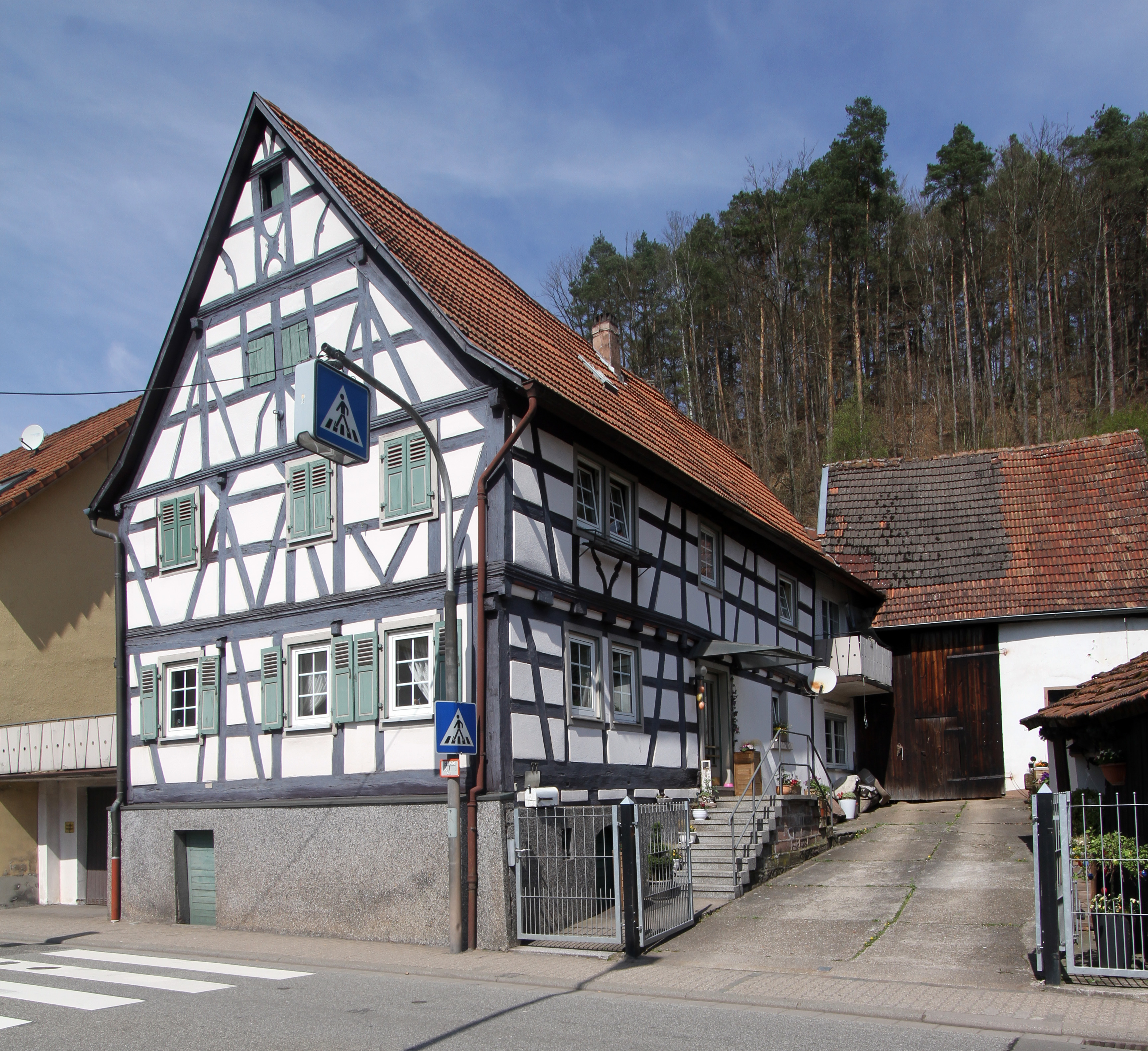
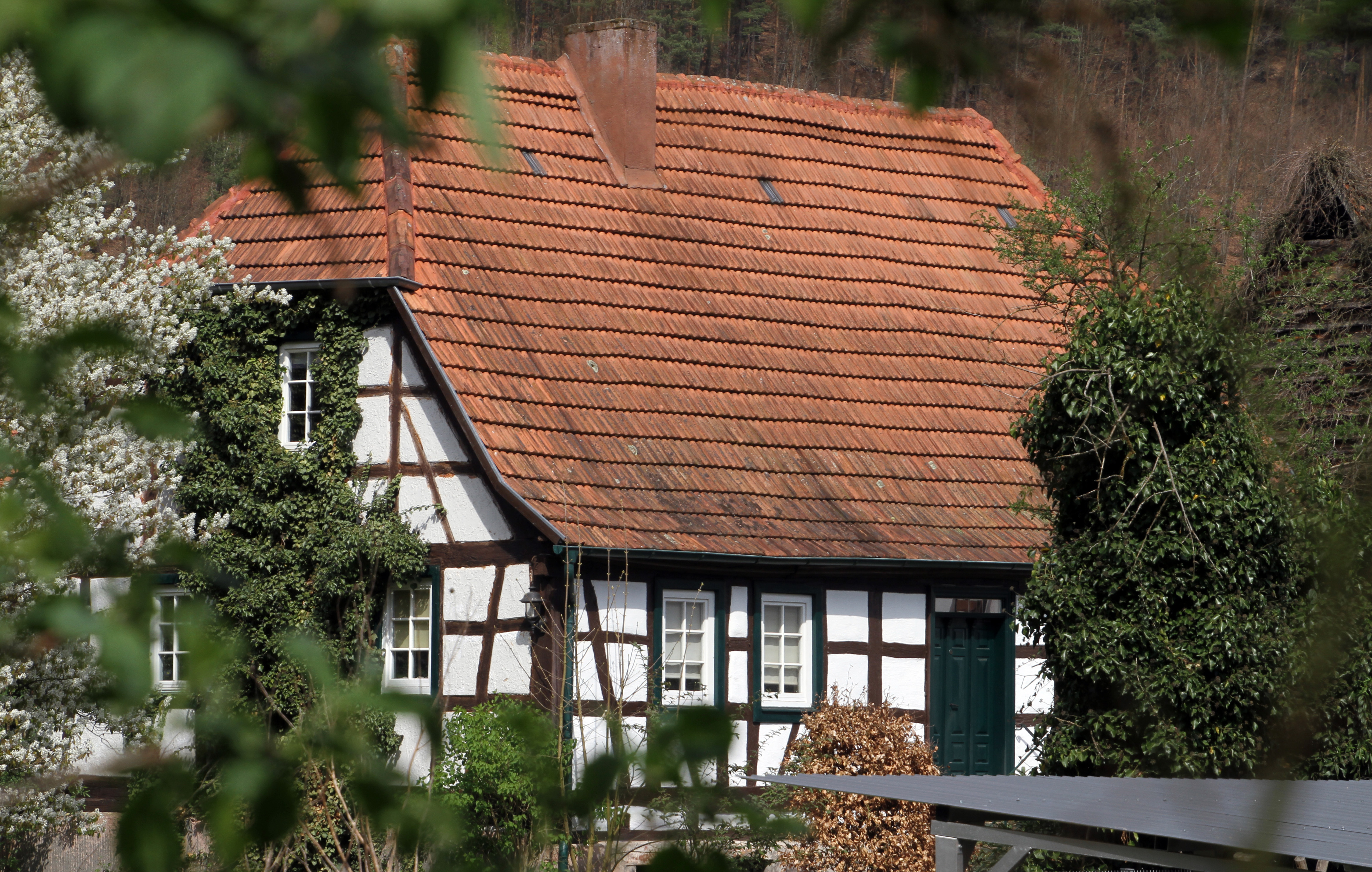
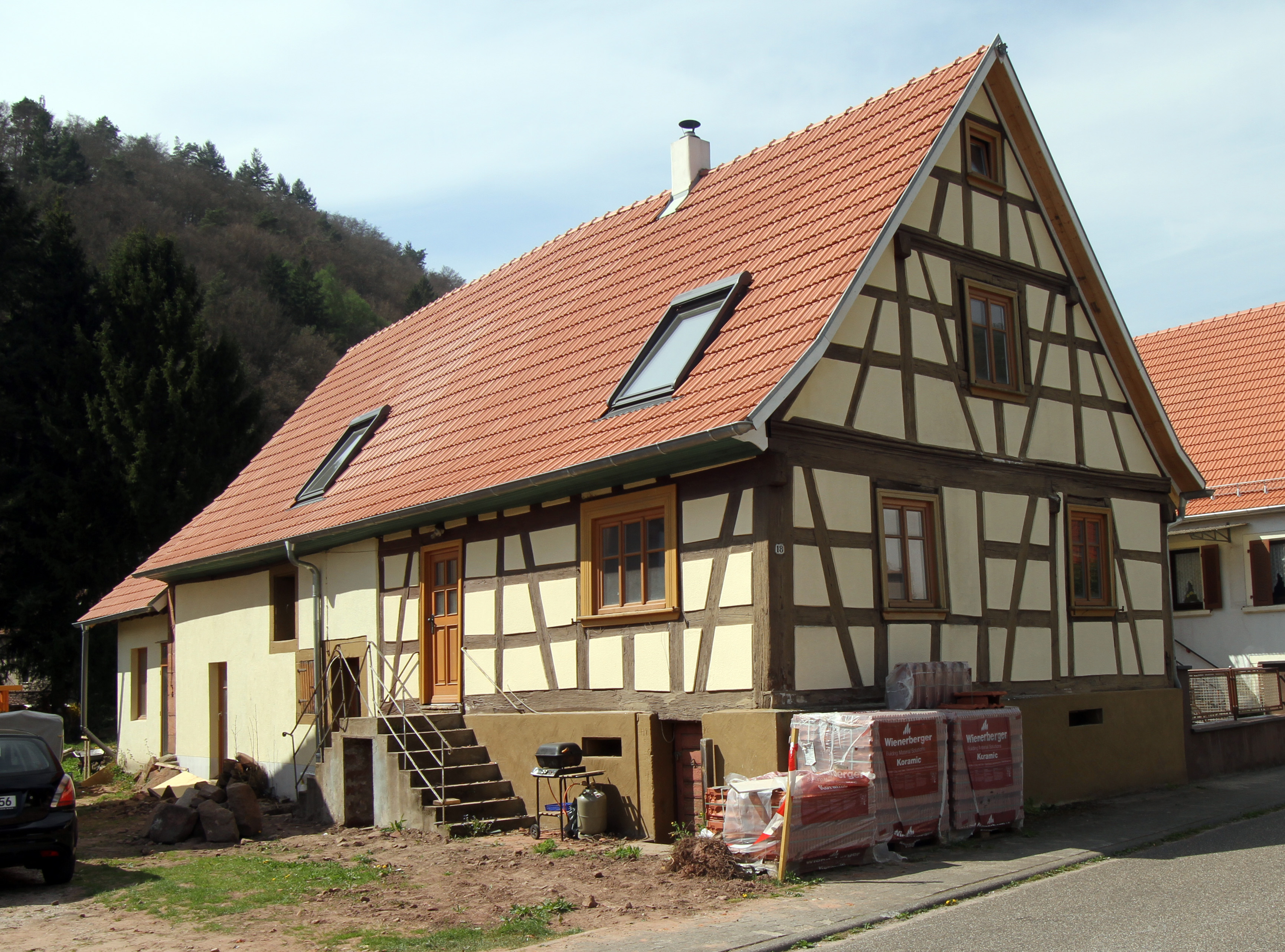
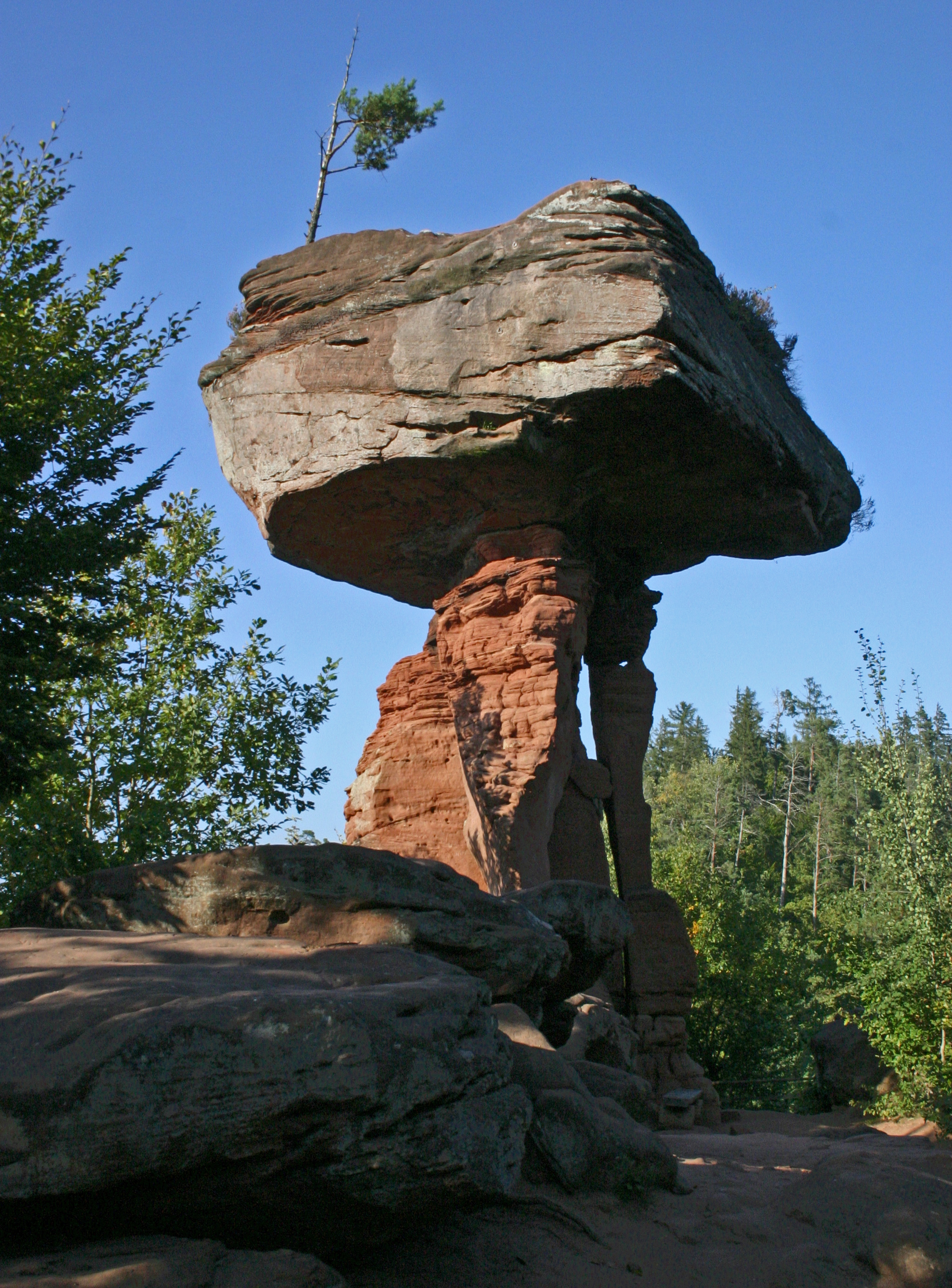